# Jean Clogenson
Jean Clogenson, né le 28 novembre 1785 à Coulonges-sur-Sarthe (Orne) et mort le 5 février 1876 à Rouen (Seine-Maritime), est un homme politique français.

## Biographie
Licencié en droit en 1809, il entre dans la magistrature en 1811 comme substitut à Alençon, il est révoqué en 1817 pour des raisons politiques. Il devient alors conservateur de la bibliothèque d'Alençon. Il retrouve un poste de juge à Alençon en 1819. Il se marie le 2 septembre 1823 avec Élise Madeleine Mercier, fille de Jacques Mercier (1776-1858). Il est nommé préfet de l'Orne en août 1830 et le reste jusqu'en 1833. Conseiller général en 1833, il est député de l'Orne de 1835 à 1839, siégeant au tiers-parti. Il est propriétaire du moulin de Hauterive.
Il devient ensuite conseiller à la cour d'appel de Rouen. Le 2 juillet 1847, il est élu membre de l'Académie des sciences, belles-lettres et arts de Rouen qu'il présidera de 1859 à 1860. Admirateur de Voltaire, il est ami de Louis Bouilhet et de la famille de Gustave Flaubert. Il est domicilié 2 rue du Loup puis 55 rue de la République à Rouen.
Il meurt à l'âge de 90 ans. Ses obsèques sont célébrées dans la cathédrale Notre-Dame et il est inhumé au cimetière monumental de Rouen.

## Distinctions
- Chevalier de la Légion d'honneur (décret du 9 août 1833)[5].

## Publications
- Voltaire jardinier à Cirei et aux Délices, 1734-49, 1755-65, Rouen, A. Péron, 1860, 24 p. ; Leopold Classic Library, 2016.

## Sources
- « Jean Clogenson », dans Adolphe Robert et Gaston Cougny, Dictionnaire des parlementaires français, Edgar Bourloton, 1889-1891 [détail de l’édition]
- « Chronique locale », Journal de Rouen, 6 février 1876, p. 2.